# 高知県道260号豊永停車場線
高知県道260号豊永停車場線（こうちけんどう260ごう とよながていしゃじょうせん）は、高知県長岡郡大豊町を通る一般県道である。

## 概要
長岡郡大豊町東土居にある、JR四国土讃線豊永駅前から国道439号までを結ぶ。

### 路線データ
- 起点：高知県長岡郡大豊町東土居（JR四国土讃線豊永駅前）
- 終点：高知県長岡郡大豊町東土居（国道439号交点）
- 総延長：348 m

## 地理

### 通過する自治体
- 長岡郡大豊町

### 交差する道路
| 交差する道路                                                              | 交差する場所 | 交差する場所 |
| ------------------------------------------------------------------------- | ------------ | ------------ |
| 国道439号 国道492号 重複 徳島県道・高知県道113号東祖谷山大杉停車場線 重複 | 東土居       | 終点         |

### 沿線
- 大豊町立大豊小学校
- JR四国土讃線豊永駅